# Stubentor (metropolitana di Vienna)
Stubentor è una stazione della linea U3 della metropolitana di Vienna situata nel 1º distretto. La stazione è entrata in servizio il 6 aprile 1991, insieme con la prima tratta della linea U3 e si trova tra lo Stubenbastei e la Ringstraße nel tratto dello Stubenring. La stazione prende il nome dalla Stubentor, una delle porte di ingresso incorporate nelle mura di Vienna, che si trovava in questa zona.

## Descrizione
La stazione si sviluppa in sotterranea su tre livelli e l'accesso ai treni avviene su gallerie separate a binario unico per ciascuna direzione, con banchine disposte lateralmente. I tunnel di accesso si trovano su due livelli sovrapposti. Trovandosi in posizione intermedia tra due stazioni ad alto livello di traffico (Stephansplatz e Landstraße che serve la stazione di Vienna Centrale) ed avendo pochi interscambi con altre linee di trasporto, è relativamente poco frequentata. Una delle uscite porta direttamente a un parcheggio automobilistico, a cui si accede tramite scale fisse e tre ascensori. Nel livello di ingresso principale sono presenti servizi igienici.
Nei pressi della stazione si trovano il Museum für angewandte Kunst, la vecchia sede dell'Università di Vienna che ospita gli archivi e l'istituto di studi bizantini, l'Accademia austriaca delle scienze e il locale storico di cabaret Simpl.
Dall'aprile 2005 nel mezzanino sono esposti in permanenza tre murales dell'artista tirolese Michael Hedwig che costituiscono l'opera Bewegungen der Seelen (letteralmente Movimenti delle anime); i tre dipinti hanno dimensioni differenti (10 mx1,2 m, 15 mx2,2 m e 8,8 mx2,2 m) e conferiscono alla stazione un'atmosfera allegra e accogliente. I dipinti sono stati realizzati dapprima su cartone con tecnica ad acquarello e poi trasferiti su lastre in alluminio; la realizzazione ha richiesto all'incirca un anno.
Fino al 1858, nell'area della stazione si trovava la porta cittadina Stubentor e, essendo certa la presenza di reperti, la realizzazione della stazione è stata seguita anche dagli archeologi. Dopo gli scavi, una tratta delle antiche mura in corrispondenza di Dr.-Karl-Lueger-Platz è stata riportata allo scoperto, riutilizzando il vecchio fossato come uscita della stazione. Altre due tratti delle mura sono stati riportati alla vista, incorporati nelle pareti del mezzanino. Sempre in Dr.-Karl-Lueger-Platz sono stati collocati su un muro realizzato appositamente quattro pannelli descrittivi delle antiche mura.

## Ingressi
- Wollzeile
- Dr.-Karl-Lueger-Platz
- Parkring